# Aeroportul Regional Fort Smith
Aeroportul Regional Fort Smith (IATA: FSM, ICAO: KFSM, FAA LID: FSM) este un aeroport din Arkansas, Statele Unite ale Americii ce deservește zona Fort Smith⁠(d). Aeroportul a fost tranzitat în 2019 de 183.920 de pasageri. A fost numit după zona deservită.
Situat la o altitudine de 143 m, aeroportul dispune de 2 piste.

## Infrastructură

### Piste
Aeroportul dispune de 2 piste. Pista 01/19 are suprafața de asfalt și dimensiunile 5.001 picioare × 150 picioare. Pista 07/25 are suprafața de asfalt și dimensiunile 8.017 picioare × 150 picioare. 